# Linia Schomburgka

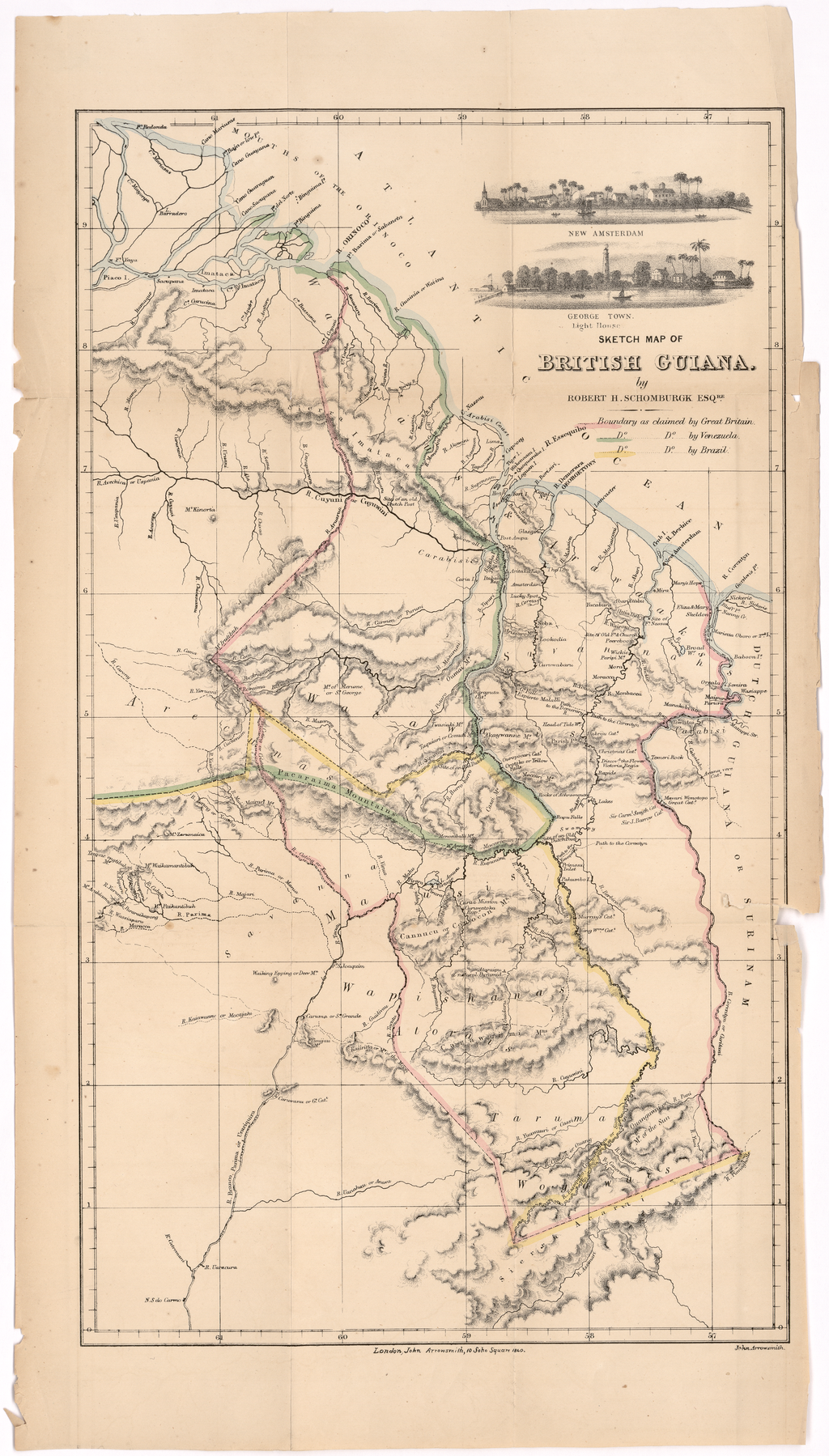
Linia Schomburgka (czerwona) i roszczenia wenezuelskie (zielone)

Linia Schomburgka – linia wyznaczająca zachodni zasięg brytyjskich terytoriów w Gujanie.
W 1814 r. Wielka Brytania nabyła terytorium w Gujanie na podstawie traktatu zawartego z Niderlandami, tworząc Gujanę Brytyjską. Z powodu braku określenia przebiegu zachodniej granicy nowego terytorium brytyjski komisarz Robert Schomburgk wytyczył w 1835 r. nową granicę, określaną później jako linia Schomburgka, w efekcie czego terytorium brytyjskie w Gujanie powiększyło się o 30 tys. mil kwadratowych.
W 1841 r. rząd Wenezueli oprotestował brytyjskie roszczenia terytorialne, uznając za obowiązującą linię graniczną powstałą w momencie uzyskania niepodległości przez Wenezuelę od Hiszpanii. Tym samym Wenezuela domagała się zwrotu ziem po rzekę Essequibo, co stanowiło ⅔ terytorium Gujany. Po odkryciu na spornych terenach złóż złota Wielka Brytania zaczęła zgłaszać roszczenia do kolejnych terytoriów na zachód od linii Schomburgka, których powierzchnia wynosiła dalsze 33 tys. mil kwadratowych. W 1876 r. Wenezuela oprotestowała te roszczenia i zwróciła się do Stanów Zjednoczonych o pomoc, powołując się na doktrynę Monroego. Przez kolejne 19 lat rząd Wenezueli bezskutecznie ponawiał petycje do rządu USA, jednak rząd Stanów Zjednoczonych ograniczał się do wyrażenia zaniepokojenia.
W 1895 r. nowy sekretarz stanu USA Richard Olney zwrócił się do rządu lorda Salisbury, by poddał się arbitrażowi USA w tej kwestii. Wobec brytyjskiej odmowy jeszcze w tym samym roku prezydent Grover Cleveland uzyskał od Kongresu zgodę na powołanie komisji granicznej i wyegzekwowanie jej ustaleń wszelkimi środkami. Pod presją wojny burskiej Wielka Brytania zgodziła się na propozycje USA.
Efektem prac komisji była opinia z 1899 r., w wyniku której granicę wytyczono wzdłuż linii Schomburgka, odrzucając tym samym brytyjskie roszczenia do dodatkowych ziem na zachodzie oraz wenezuelskie do ziem na wschód od niej. Wenezuela pomimo zawodu ratyfikowała to orzeczenie. Angielsko-wenezuelski konflikt był pierwszym potwierdzeniem obowiązywania doktryny Monroego i uznania USA za mocarstwo, które może ustalać i egzekwować swoje reguły na zachodniej półkuli.